# Établissements des détroits
1826–1946
Entités précédentes :
- Sultanat de Kedah
- Sultanat de Malacca
- Sultanat de Johor
- Années fondatrices du Singapour moderne

Entités suivantes :
- Occupation japonaise de Singapour
- Occupation japonaise de la Malaisie

Les Établissements des détroits (sous-entendu de Malacca et de Singapour), en anglais Straits Settlements,,, sont un ensemble de territoires administrés à partir de 1826 par la Compagnie britannique des Indes orientales, puis regroupés au sein d’une même colonie britannique, en 1867.
À leur création, les Établissements des détroits regroupent les trois établissements de Penang, Singapour et Malacca. Penang avait été acquis par l'explorateur Francis Light en 1786 au nom de la Compagnie britannique des Indes orientales.
En 1819, Thomas Stamford Raffles fonde l'établissement de Singapour. Un traité entre le Royaume-Uni et les Pays-Bas est signé en 1824, le traité de Londres. Dans ce traité, l'archipel malais est divisé en une zone britannique au nord, sur le continent malais, et une zone néerlandaise au sud, sur les îles d'Asie du Sud-Est. Malacca passa sous le contrôle des Britanniques.
En 1874, à la suite du traité de Pangkor, le Dinding (constitué de l'actuel district de Manjung, avec l'île de Pangkor) est rajouté à la colonie, mais sa faible rentabilité et son absence d'importance géopolitique l'ont amené à être rendu au gouvernement du Perak le 16 février 1935,. Labuan, qui devient une partie de l'établissement de Singapour en 1907, est érigé comme colonie distincte en 1912.
Attaqués puis envahis par les Japonais à partir du 8 décembre 1941, les Établissements des détroits sont dissous en 1946 mais le Dollar des Établissements des détroits fut longtemps utilisé comme monnaie de compte à Singapour et en Malaisie.

## Droit
L'histoire du droit colonial britannique dans les Établissements, qui efface beaucoup de l'influence du droit colonial néerlandais, est liée à leur statut de colonie pénale. L'organisation de la justice a beaucoup changé au long du siècle, et les juges de l'empire se sont de plus en plus saisi de l'administration de la jurisprudence islamique. Les Britanniques considéraient leurs activités judiciaires comme une justification morale de leur pouvoir au sein des détroits. La sexualité et le mariage étaient parmi les plus grands sujets de débat juridique en ce temps.

### Colonie pénale
Créés au départ pour le commerce, les Établissements des Détroits deviennent au fil du temps aussi des colonies pénales où le gouvernement britannique déporte des Indiens.

### Structure judiciaire

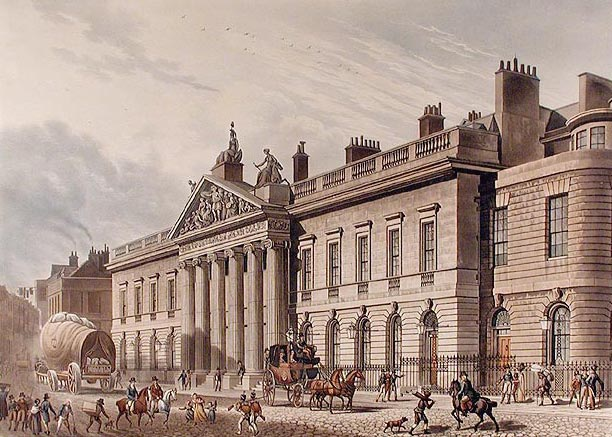
La East India House, siège de la Compagnie des Indes orientales, dans la rue de Leadenhall, à Londres, en 1817.

Sur demande de la Compagnie britannique des Indes orientales, la Couronne britannique publie le 27 novembre 1826 le Second Charter of Justice (en) qui crée une cour de justice administrée par la EIC, et lui accorde le privilège de juger et condamner dans les établissements des détroits. Cette charte a été interprétée par la suite comme déclarant la common law anglaise seule applicable dans ces colonies, bien que le texte ne le dise pas explicitement.
La Charte disposait que la Cour de justice devait être présidée par le gouverneur de la colonie et par le secrétaire du comptoir où l’affaire était jugée. Ils devaient être accompagnés d’un juge appelé recorder (en) (enregistreur). Toutefois, le premier homme à occuper cette fonction de juge enregistreur, John Thomas Claridge (en), se plaint que le gouverneur et les secrétaires refusent de prendre en main les affaires judiciaires. Il lamente aussi le manque de greffiers et d’interprètes. Claridge refuse donc à son tour de s’occuper de l’administration du tribunal. De plus, à cause de différends concernant les frais de voyage et les arrangements logistiques, Claridge refuse de se déplacer entre les différents comptoirs des détroits. Ainsi, le 22 mai 1828, le gouverneur Robert Fullerton (en) et le secrétaire de Singapour Kenneth Murchison (en) sont obligés d'organiser les premières assizes de Singapour par eux-mêmes. Claridge est rappelé au Royaume-Uni en 1829.

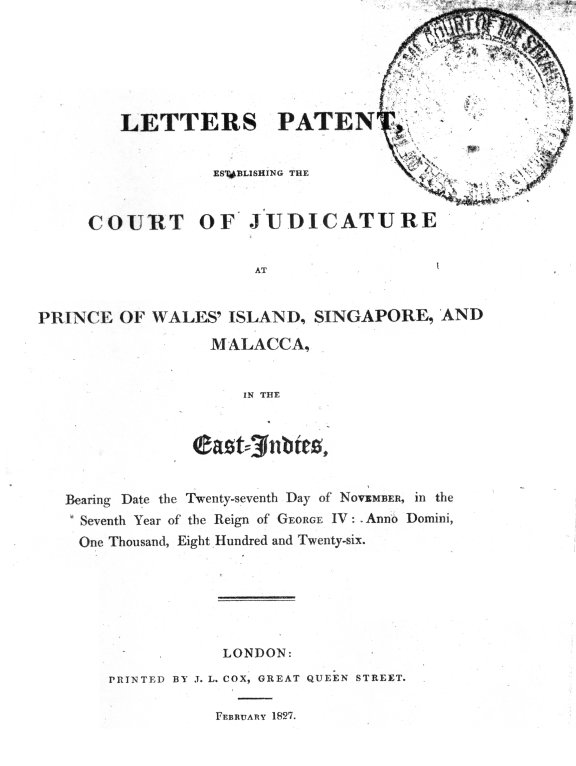
Cette copie de la Charte appartenait à l'origine à la Cour suprême des Établissements des détroits.

Le 20 juin 1830, la colonie des Établissements change de statut, et Fullerton ferme définitivement les tribunaux avant de rentrer en Angleterre. Les marchands s’indignent, estimant que leurs intérêts sont mencés, tant et si bien qu’un tribunal est brièvement rouvert à Singapour par l’administrateur local avant d’être à nouveau fermé par un dénommé James Loch qui le soupçonne d’être illégal. En septembre 1831, les marchands des Établissements des Détroits lancent un appel au Parlement britannique, qui se montre favorable à leur requête. Le 9 juin 1832, la cour de justice est rouverte.
En 1868, après la dissolution de la EIC, la cour de justice est abolie et remplacée par une Cour suprême. À partir de 1873, la Cour suprême se compose de quatre juges. À la suite de modifications apportées à la structure judiciaire en Angleterre, en 1878, les domaines de compétence des juges sont assouplis, et toute une hiérarchie de tribunaux est établie. La même année, la Couronne décide explicitement de faire appliquer les lois anglaises dans les Établissements.
Dans les années 1920, les professions juridiques sont ouvertes aux femmes, et Teo Soon Kim devient la première avocate des Établissements.

### Place du droit dans les stratégies coloniales
Les gouverneurs des détroits après le passage de la colonie aux mains de la Couronne sont censés administrer les Établissements en suivant scrupuleusement les lois, conformément à la vision libérale de leurs fonctions qui prévaut alors dans l’opinion publique britannique. C’est en effet un des points principaux qui justifient la colonisation dans l’idéologie de la mission civilisatrice. Toutefois, sur le terrain, les fonctionnaires coloniaux considèrent que la justice peut devenir un obstacle au maintien de l’ordre, et ils choisissent régulièrement d’outrepasser les procédures. Ils considèrent principalement qu’il y aurait trop de diversité raciale dans les Établissements pour pouvoir les gérer selon les standards de la common law.

### Administration de la jurisprudence islamique et autochtone
Pendant la première phase de la colonisation, les Britanniques choisissent de laisser les cadis locaux gérer eux-mêmes les affaires de jurisprudence islamique au sein de la population musulmane des Établissements. Toutefois, en 1875, 143 marchands arabes résidents des détroits envoient une pétition au gouverneur William Jervois pour que l’administration coloniale britannique prenne en main la gestion des litiges relevant de la fiqh. Leur argument est que les cadis locaux ne respecteraient pas bien leur vision de la charia, notamment sur les questions de mariage. À travers une série de jurisprudences, par exemple Salmah and Fatimah c. Soolong en 1878, la Cour suprême choisit de se rapprocher de l’approche prévalant en Inde britannique, celle du droit anglo-mahométan. Malgré la volonté du pouvoir royal de ne pas prendre en charge les affaires religieuses de la colonie, les fonctionnaires locaux se mettent à utiliser les codifications de la jurisprudence islamique produites en Inde britannique. Ils adoptent ainsi une conception universaliste de la charia. C’est-à-dire que les juges britanniques considèrent désormais qu’il n’y a (ou que qu’il ne devrait y avoir) qu’une seule vision correcte des règles de l’islam.

### Appréhension de la sexualité
Le droit du mariage fait particulièrement débat parmi les communautés des Établissements classifiées comme Foreign Orientals, par exemple avec la question de l’adultère des femmes dans la communauté indienne, ou celle de la polygamie dans la communauté chinoise.
Dans les années 30, la police britannique contrôle de plus en plus la prostitution dans le centre de Singapour. En 1937, les Britanniques criminalisent la sodomie dans la colonie suite à des scandales autour de relations entre des responsables européens et des hommes considérés comme asiatiques. Jusqu’en 1941, le nouvel article 377A (en) du Code pénal de Singapour est surtout utilisé pour punir les travailleurs du sexe, accusés de « séduire » les hommes européens. De manière secondaire, l’administration coloniale espère aussi que l’article 377A dissuadera les soldats, les marins et les civils britanniques de se mettre en situation de vulnérabilité. Cette panique morale, autour de relations vues comme homosexuelles et « interraciales », se déroule non seulement à Singapour, maisi aussi dans le reste des Établissements. Ainsi, en 1938, les autorités coloniales des détroits décident de sanctionner ce qu’elles appellent la « perversion sexuelle malaise » et créent donc le crime de grossière indécence.